# Metarhizium cylindrosporum
Metarhizium cylindrosporum är en svampart som beskrevs av Q.T. Chen & H.L. Guo 1986. Metarhizium cylindrosporum ingår i släktet Metarhizium och familjen Clavicipitaceae.   Inga underarter finns listade i Catalogue of Life.